# Citroën C5
El Citroën C5 es un automóvil del segmento D producido por el fabricante francés Citroën desde el año 2001. Al igual que su predecesor, el Citroën Xantia, el C5 es un cinco plazas con tracción delantera y motor delantero transversal. Sus principales competidores fueron los Volkswagen Passat, Ford Mondeo, Honda Accord, Peugeot 407, Peugeot 508, Opel Insignia, Opel Vectra, Renault Laguna (hasta 2015 y, desde entonces, su sustituto el Renault Talismán), Mazda 6 y Toyota Avensis.

## Primera generación (2001-2007)
La primera generación del C5 estuvo disponible con carrocerías Berlina y Break de cinco puertas. La plataforma y el esquema de suspensiones con falso McPherson en el tren delantero era compartida con el Peugeot 407, aunque utilizaba brazos tirados en el tren trasero y suspensión hidroneumática -denominada hidractiva III- de serie en todas las versiones.  
Sus motorizaciones eran compartidas con otros modelos del grupo PSA Peugeot Citroën. Los gasolina son un 1.8 litros de 115 o 125 CV de potencia máxima, un 2.0 litros de 136 o 140 CV (este último de inyección directa de gasolina y comercializado como HPi) y un 3.0 litros de 207 CV (luego 210 CV). Los diésel son un 2.0 litros en variantes de 90, 110 y 138 CV, y un 2.2 litros de 136 CV; todos ellos con turbocompresor e inyección directa por conducto común o common-rail. A partir del rediseño de 2005 se incluiría el motor 1.6 litros de 109 CV y el 2.2 litros de 173 CV. El gasolina de 3.0 litros es el único con seis cilindros en V; el resto tienen cuatro cilindros en línea.

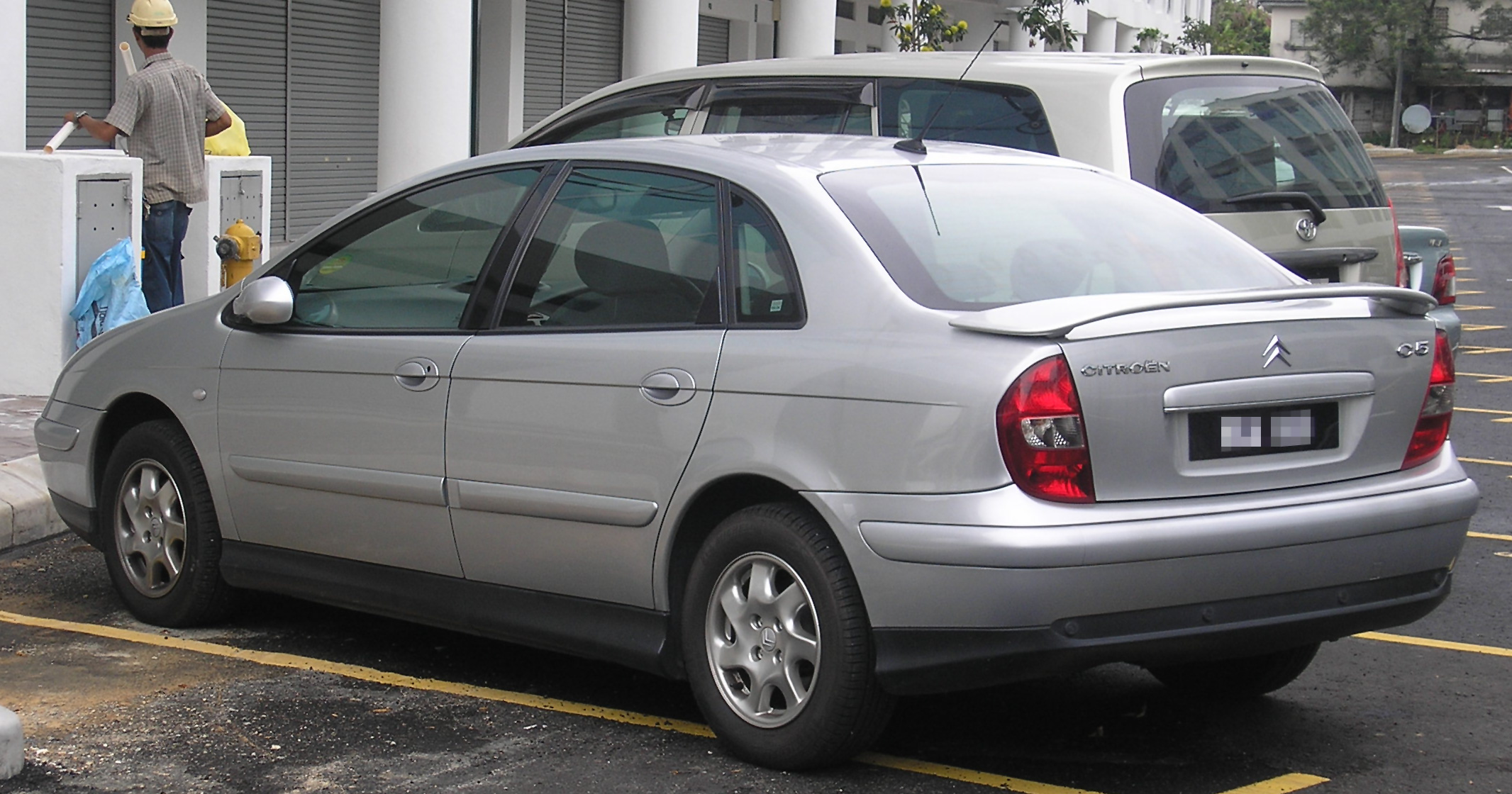
Citroën C5 Fase I, vista trasera (2001-2005)
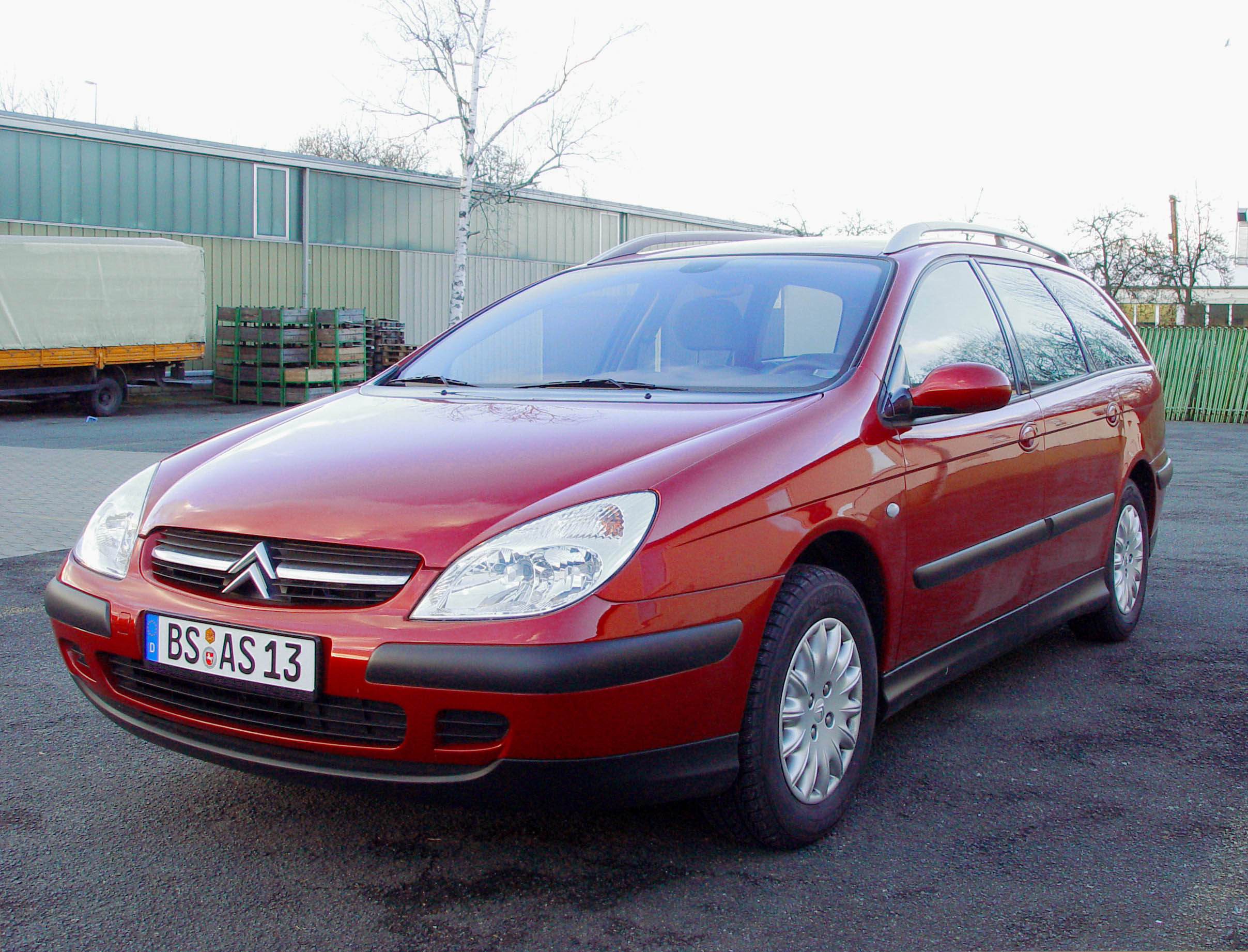
Citroën C5 Fase I Wagon (2001-2005)

### Reestilización
El C5 fue reestilizado en el año 2005, en el cual se cambió el frontal, las luces traseras, el interior y en general se aumentó su equipamiento en acabados más básicos. En línea exterior se aumentó la longitud del voladizo delantero para mejorar la seguridad en choques. Mientras que el C5 había recibido 30 puntos y cuatro estrellas en la prueba de protección a adultos en choques de Euro NCAP en el año 2001, se le otorgaron 36 puntos y cinco estrellas en el año 2004. pasando a ser la berlina más segura de su categoría.

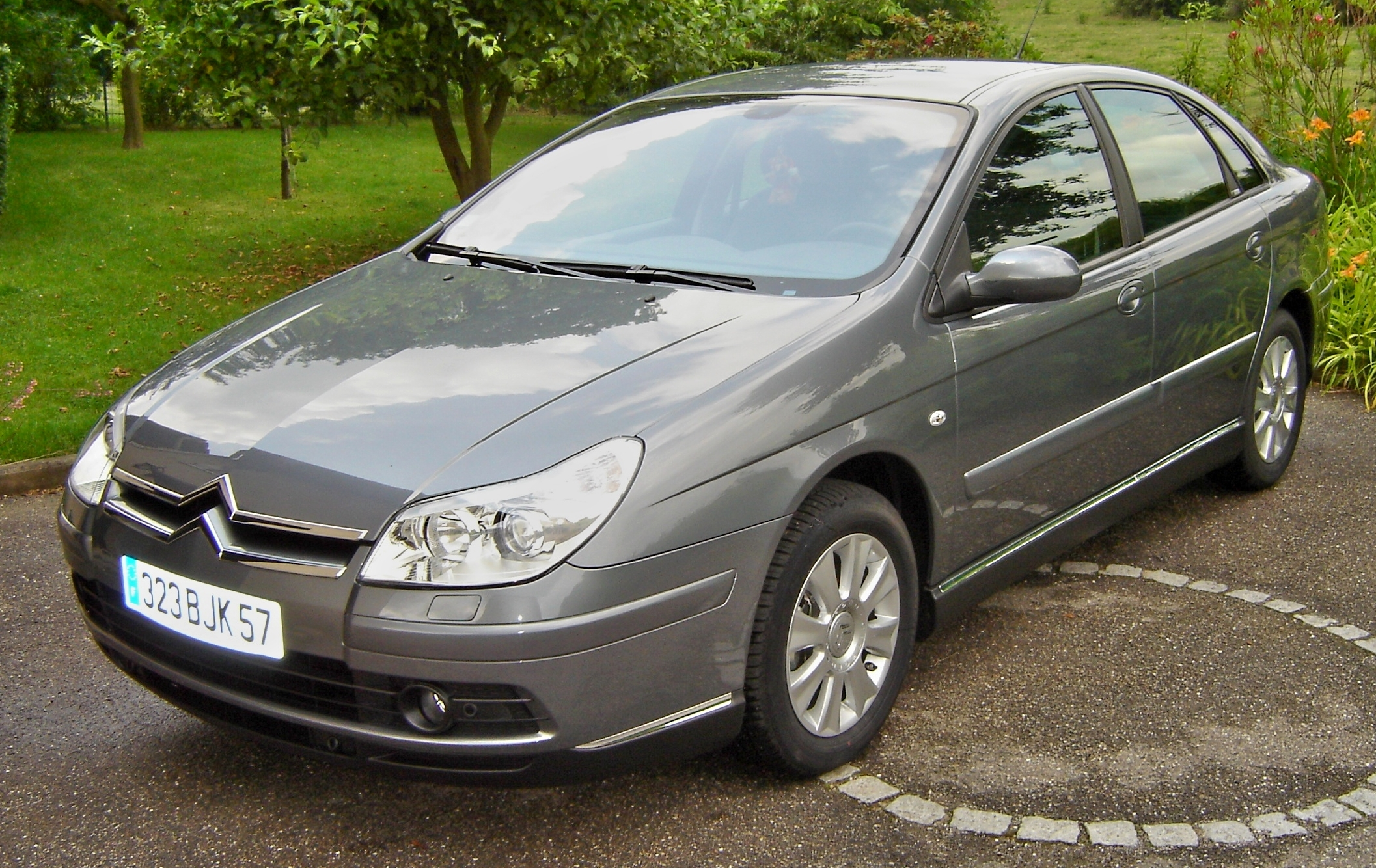
Citroën C5 Fase II (2005-2007)
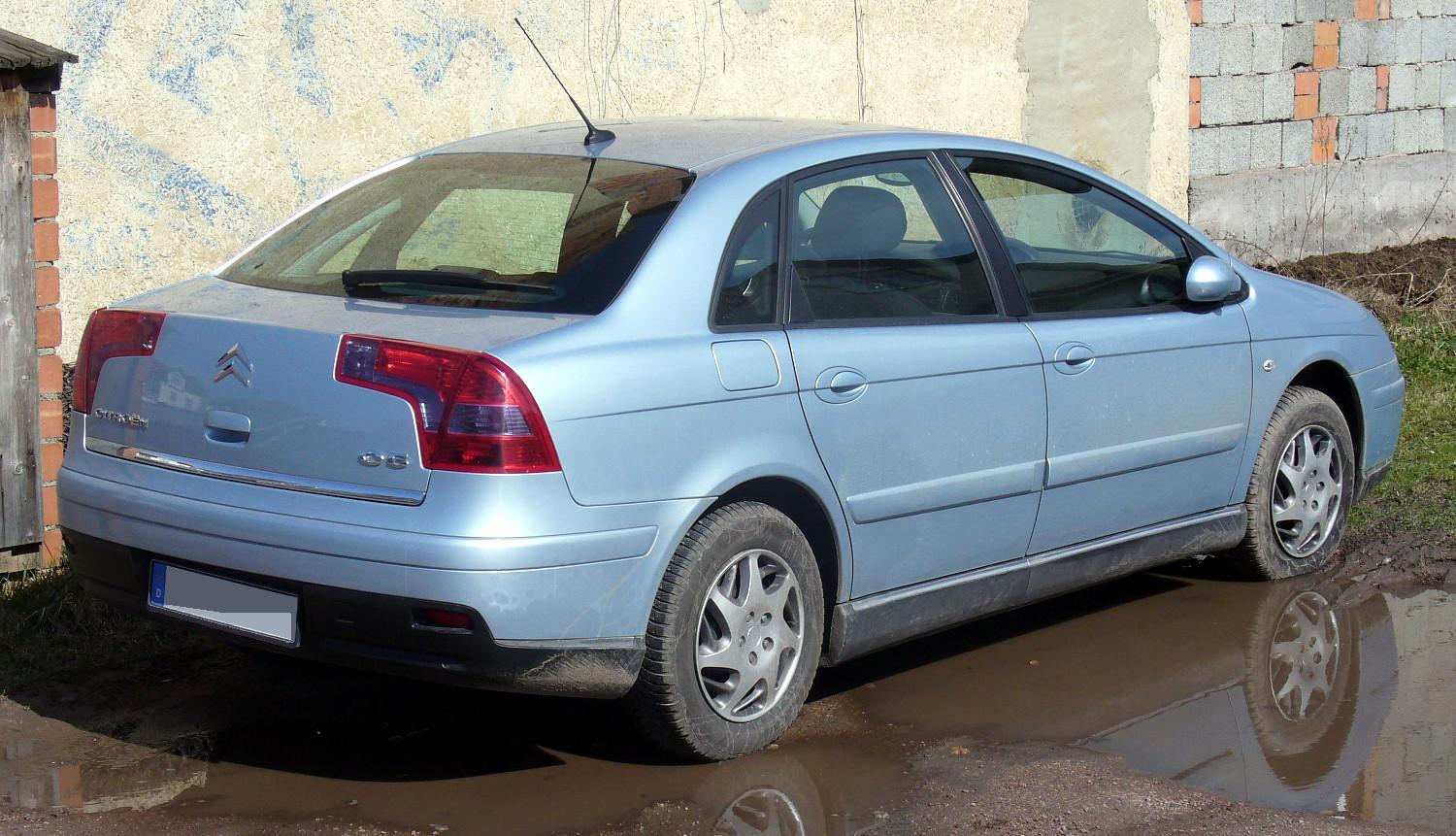
Citroën C5 Fase II, vista trasera (2005-2007)
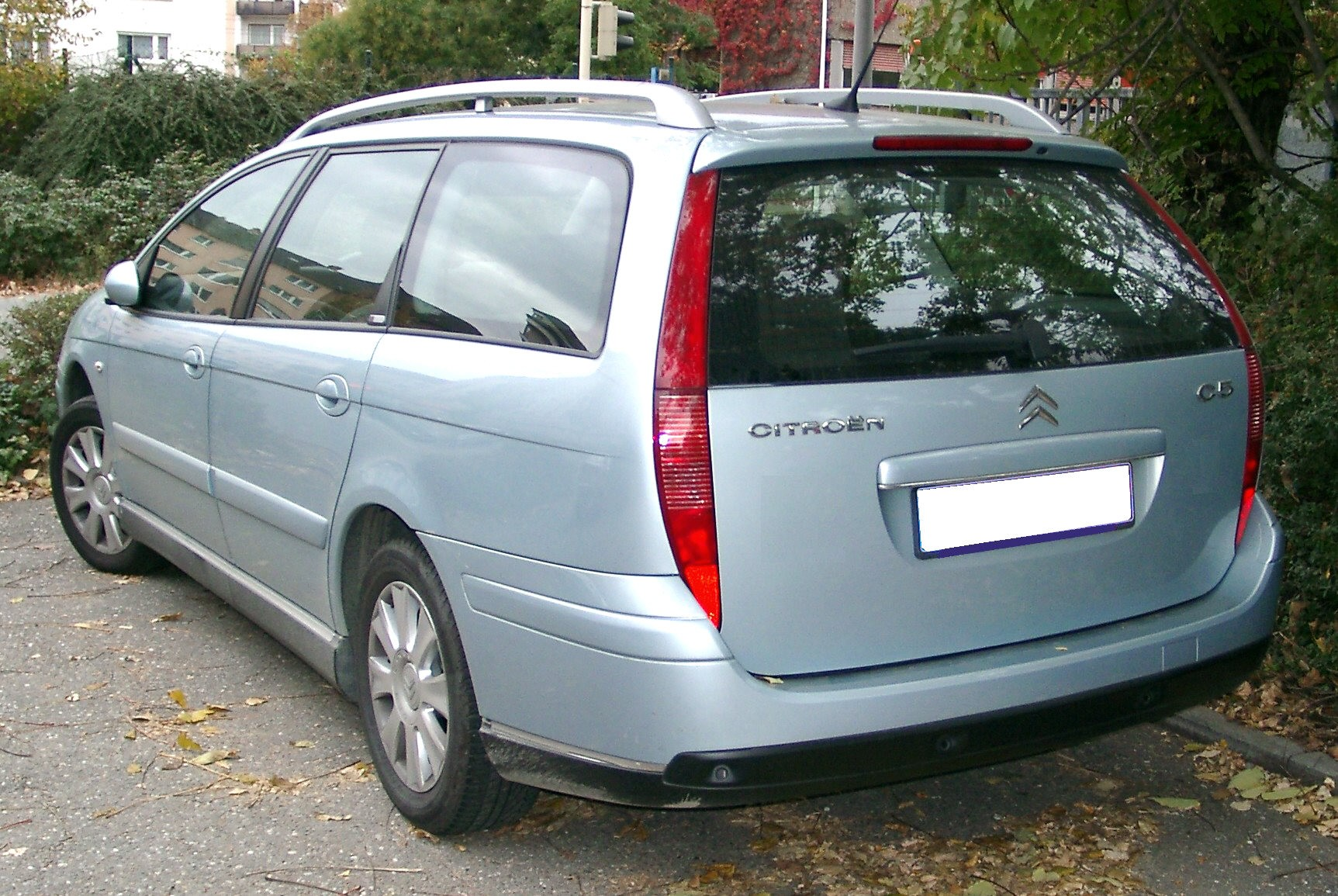
Citroën C5 Fase II familiar (2005-2007)

### Motorizaciones
| Periodo                        | 2001-2005             | 2005-2008             | 2000-2004              | 2004-2007              | 2000-2003                 | 2000-2004              | 2004-2007                 |           |           |           |           |           |           |           |           |
| Identificación del motor       | EW7 J4 (6FZ)          | EW7 J4 (6FY)          | EW10 J4 (RFN)          | EW10 A (RFJ)           | EW10 D (RLZ)              | ES9 J4S (XFX)          | ES9 J4S (XFX)             |           |           |           |           |           |           |           |           |
| Tipo de motor                  | L4 16v                | L4 16v                | L4 16v                 | L4 16v                 | L4 16v, inyección directa | V6 24v                 | V6 24v                    |           |           |           |           |           |           |           |           |
| Diámetro x carrera             | 82.7 mm × 81.4 mm     | 82.7 mm × 81.4 mm     | 85.0 mm × 88.0 mm      | 85.0 mm × 88.0 mm      | 85.0 mm × 88.0 mm         | 87.0 mm × 82.6 mm      | 87.0 mm × 82.6 mm         |           |           |           |           |           |           |           |           |
| Cilindrada                     | 1749 cm³              | 1749 cm³              | 1997 cm³               | 1997 cm³               | 1997 cm³                  | 2946 cm³               | 2946 cm³                  |           |           |           |           |           |           |           |           |
| Relación de compresión         | 10.8: 1               | 10.8: 1               | 10.8: 1                | 11.0: 1                | 11.4: 1                   | 10.9: 1                | 10.9: 1                   |           |           |           |           |           |           |           |           |
| Potencia máxima: CV (kW) @ rpm | 115 CV (85 kW) @ 5500 | 125 CV (92 kW) @ 6000 | 136 CV (100 kW) @ 6000 | 140 CV (103 kW) @ 6000 | 140 CV (103 kW) @ 6000    | 207 CV (152 kW) @ 6000 | 207 CV (152 kW) @ 6000    |           |           |           |           |           |           |           |           |
| Par máximo: Nm @ rpm           | 160 Nm @ 4000         | 170 Nm @ 3750         | 190 Nm @ 4100          | 200 Nm @ 4000          | 192 Nm @ 4000             | 285 Nm @ 3750          | 285 Nm @ 3750             |           |           |           |           |           |           |           |           |
| Tracción                       | Delantera             | Delantera             | Delantera              | Delantera              | Delantera                 | Delantera              | Delantera                 | Delantera | Delantera | Delantera | Delantera | Delantera | Delantera | Delantera | Delantera |
| Transmisión                    | Manual, 5 velocidades | Manual, 5 velocidades | Manual, 5 velocidades  | Manual, 5 velocidades  | Manual, 5 velocidades     | Manual, 5 velocidades  | Automática, 6 velocidades |           |           |           |           |           |           |           |           |
| Peso                           | 1290 kg               | 1377 kg               | 1318 kg                | 1394 kg                | 1325 kg                   | 1480 kg                | 1589 kg                   |           |           |           |           |           |           |           |           |
| Aceleración 0–100 km/h         | 11.1 s                | 10 s                  | 9.8 s                  | 9.1 s                  | 9.6 s                     | 8.2 s                  | 8.6 s                     |           |           |           |           |           |           |           |           |
| Velocidad máxima               | 196 km/h              | 201 km/h              | 208 km/h               | 210 km/h               | 210 km/h                  | 240 km/h               | 230 km/h                  |           |           |           |           |           |           |           |           |
| Consumo combinado (L/100 km)   | 7.7                   | 7.6                   | 8.3                    | 8                      | 7.5                       | 9.6                    | 10                        |           |           |           |           |           |           |           |           |

| Periodo                        | 2004-2008                                                  | 2000-2004                                                 | 2004-2008                                                  | 2000-2004                                                  | 2006-2007                                                    |           |           |
| Identificación del motor       | DV6 TED4 (9HZ/9HY)                                         | DW10 ATED (RHS)                                           | DW10 TED4 (RHR)                                            | DW12 TED4 (4HX)                                            | DW12 BTED4 (4HT)                                             |           |           |
| Tipo de motor                  | L4 16v, inyección directa, common-rail, turbo, intercooler | L4 8v, inyección directa, common-rail, turbo, intercooler | L4 16v, inyección directa, common-rail, turbo, intercooler | L4 16v, inyección directa, common-rail, turbo, intercooler | L4 16v, inyección directa, common-rail, biturbo, intercooler |           |           |
| Diámetro x carrera             | 75.0 mm × 88.3 mm                                          | 85.0 mm × 88.0 mm                                         | 85.0 mm × 88.0 mm                                          | 85.0 mm × 96.0 mm                                          | 85.0 mm × 96.0 mm                                            |           |           |
| Cilindrada                     | 1560 cm³                                                   | 1997 cm³                                                  | 1997 cm³                                                   | 2179 cm³                                                   | 2179 cm³                                                     |           |           |
| Relación de compresión         | 17.6: 1                                                    | 17.6: 1                                                   | 17.6: 1                                                    | 18.0: 1                                                    | 16.6: 1                                                      |           |           |
| Potencia máxima: CV (kW) @ rpm | 109 CV (80 kW) @ 4000                                      | 107 CV (79 kW) @ 4000                                     | 136 CV (100 kW) @ 4000                                     | 133 CV (98 kW) @ 4000                                      | 170 CV (125 kW) @ 4000                                       |           |           |
| Par máximo: Nm @ rpm           | 240 Nm @ 1750                                              | 250 Nm @ 1750                                             | 320 Nm @ 2000                                              | 310 Nm @ 2000                                              | 370 Nm @ 2000                                                |           |           |
| Tracción                       | Delantera                                                  | Delantera                                                 | Delantera                                                  | Delantera                                                  | Delantera                                                    | Delantera | Delantera |
| Transmisión                    | Manual, 5 velocidades                                      | Manual, 5 velocidades                                     | Manual, 6 velocidades                                      | Manual, 5 velocidades / Automática, 4 velocidades          | Manual, 6 velocidades                                        |           |           |
| Peso                           | 1424 kg                                                    | 1385 kg                                                   | 1486 kg                                                    | 1485 kg                                                    | 1576 kg                                                      |           |           |
| Aceleración 0–100 km/h         | 11.3 s                                                     | 12.5 s                                                    | 9.8 s                                                      | 10.9 s                                                     | 8.5 s                                                        |           |           |
| Velocidad máxima               | 190 km/h                                                   | 192 km/h                                                  | 205 km/h                                                   | 205 km/h                                                   | 222 km/h                                                     |           |           |
| Consumo combinado (L/100 km)   | 5.4                                                        | 5.6                                                       | 6.0                                                        | 6.4                                                        | 6.1                                                          |           |           |

## Segunda generación (2008-2017)
La segunda generación del C5 se puso a la venta a principios de 2008 hasta junio de 2017, con comercialización hasta agotar las existencias. Frente al modelo anterior rompió la tradición de ofrecer berlinas de cinco puertas pasando a ofrecerse exclusivamente en versión sedán de cuatro puertas aunque con una luna trasera horizontalmente cóncava y verticalmente convexa como la ya vista en el Citroën C6, mientras que se mantuvo la variante familiar con la denominación Tourer. Mecánicamente el origen de su plataforma -compartida con el Citroën C6 y el Peugeot 508- le hizo romper con la tradición en cuanto a suspensiones, abandonando la relativamente simple geometría de su antecesor en favor del sofisticado esquema de su hermano mayor, el C6: triángulos superpuestos con pivote desacoplado delante, y eje multibrazo atrás, aunque utilizando amortiguadores hidráulicos y resortes metálicos en las versiones de entrada y con suspensión hidroneumática -(llamada ahora hidractivaIII+)- en los acabados altos de gama.
Todos los C5 llevaban siete airbags de serie, incluido el de rodilla. En su acabado superior denominado «EXCLUSIVE» contaba con 9 airbags.
Los motores gasolina fueron un 1.8 litros de 125 CV de potencia máxima, un 2.0 litros de 140 CV (posteriormente sustituido por un 1.6 THP 156 turbo diseñado conjuntamente por PSA y BMW) y un 3.0 litros de 211 CV, todos ellos atmosféricos y con inyección indirecta. Los diésel fueron un 1.6 litros de 112 CV, un 2.0 litros de 140 o 160 CV, un 2.2 litros de 173 CV, un 2.7 litros de 204 CV (sustituido posteriormente por un 2.2 de la misma potencia), todos con turbocompresor de geometría variable e inyección directa common-rail. En el año 2009 se lanza el motor 3.0 HDI de 3 litros con 240 CV y un nuevo motor 2.0 HDI de 163 CV que puede ir acoplado a la caja manual de 6 velocidades o la CAS automática secuencial. Todos los motores tienen cuatro cilindros en línea y cuatro válvulas por cilindro, salvo los de gasolina 3.0 y diésel 2.7 y 3.0, que tienen seis cilindros en V y, además, en estos últimos el sistema biturbo.
En julio de 2015, se actualizó la gama de motores diésel para adaptarse a la normativa Euro 6 y desaparecieron los de gasolina, quedando solo dos opciones: el bluehdi de 150 CV y el de 180 CV, ambos con sistema start/stop y unos consumos ajustados, (4,1/4,2) para el motor de 150 CV y 4,4 litros a los 100 para el motor de 180 CV. El motor de 150 CV tenía caja de cambios manual de 6 velocidades, mientras el de 180 CV incorporaba una automática de 6 velocidades también. La suspensión hidroneumática se ofrecía solo con el motor de 180 CV.

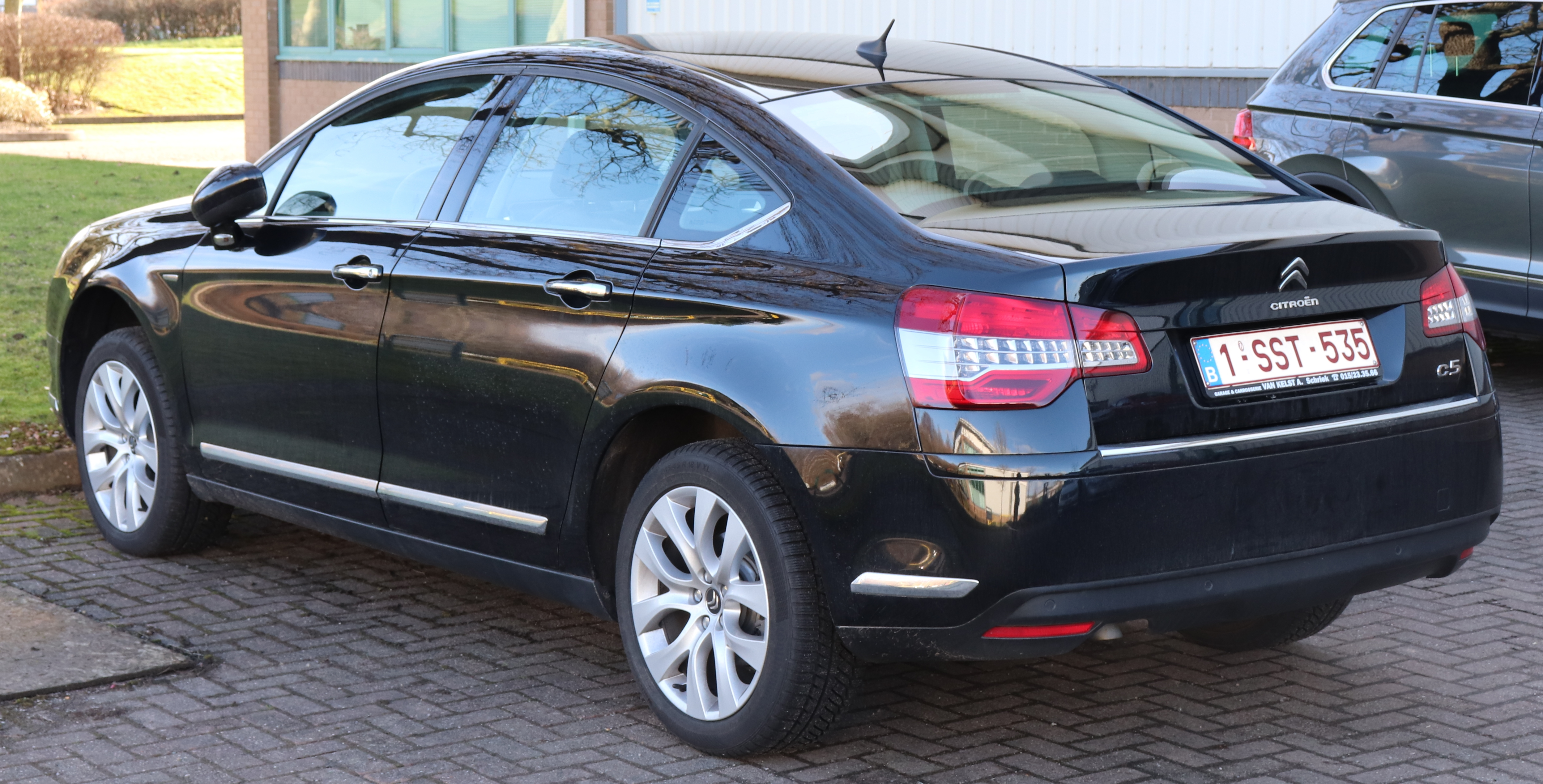
Una de las últimas unidades fabricadas del C5 II.

Tras una progresiva reducción de acabados, a finales de 2016 solo quedaban 2 y el fin de su producción se produjo en junio de 2017. Al igual que pasó en 2012 con el C6, el C5 no tiene sucesor directo fuera del mercado chino, pero en cuanto a características similares en prestaciones, equipamiento, calidad y precio (aunque no en suspensiones) quedaba el DS5 (cuya comercialización finalizó en 2018), que desde el año 2015 pertenecía a DS Automobiles, la marca prémium del Groupe PSA. Desde finales de 2021 la marca comercializa el C5 X como sustituto del C5 pero, a diferencia de este, no se trata de una berlina sino de un crossover entre sedán, familiar y SUV. No incluye la suspensión hidroneumática, sino una evolución de la suspensión con amotiguadores progresivos hidráulicos ya estrenada en el nuevo C4 Cactus y el C5 Aircross. Con ello, la desaparición del C5 supuso el fin de la suspensión hidroneumática tras más de 60 años como seña de identidad de Citroën.

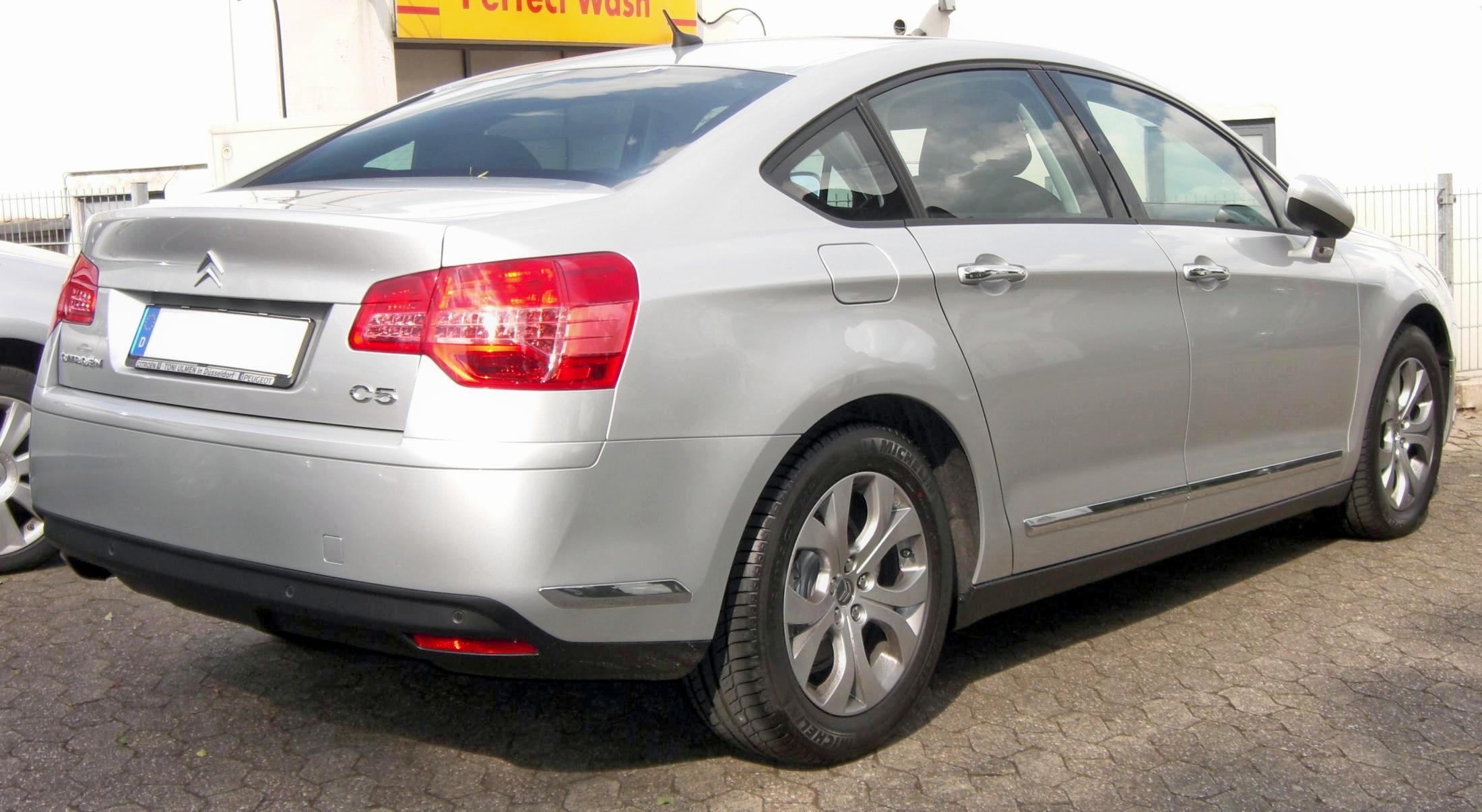
Citroën C5 de la segunda generación.
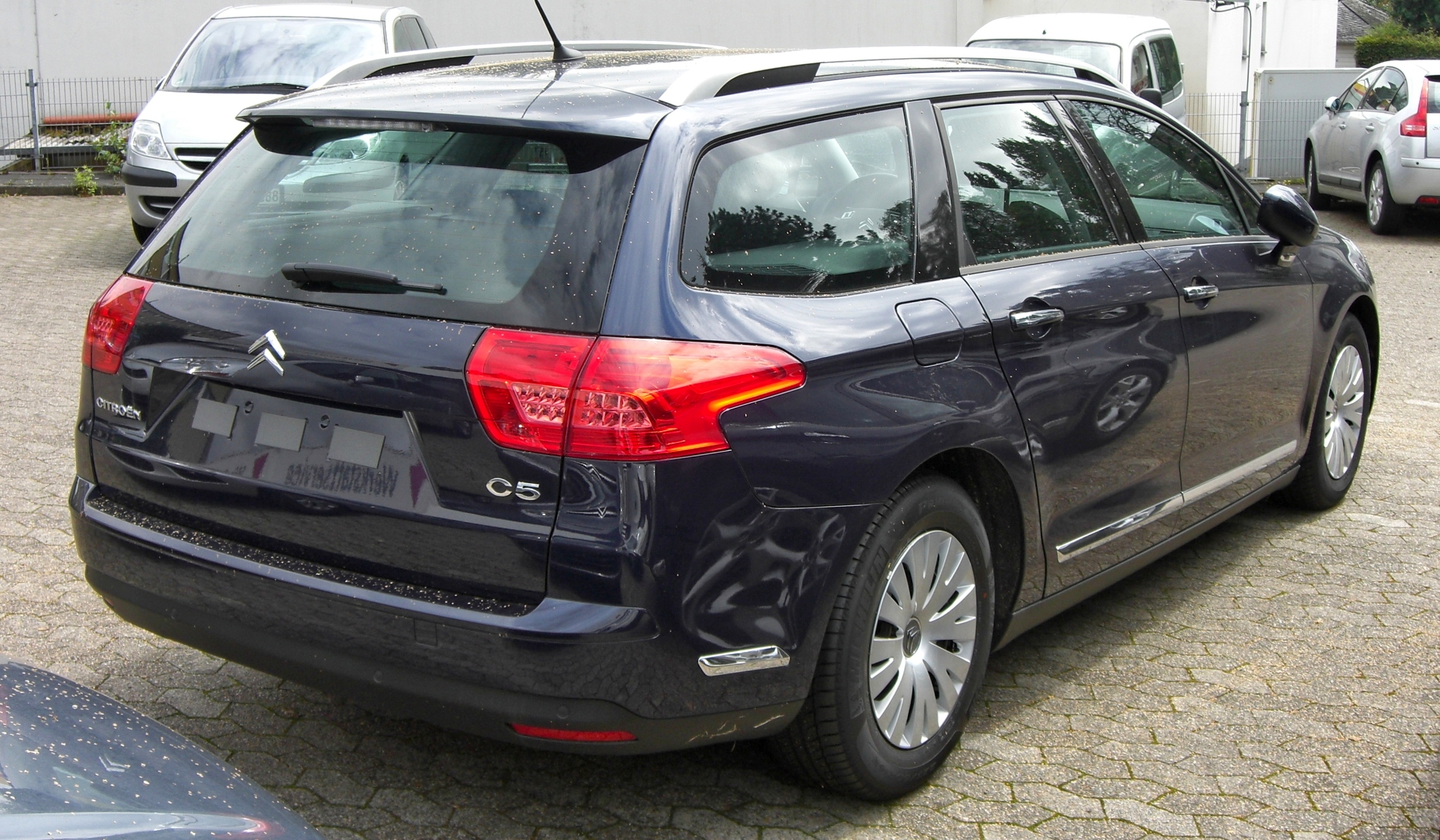
Citroën C5 Tourer de la segunda generación.

### Prototipos
- Citroën C5 Airscape Concept:

Presentado en el Salón de Frankfurt de 2007, se trata de un prototipo descapotable de 4 plazas sobre el modelo C5, con una motorización de 2.7 V6 HDi de 208 caballos con una adaptación híbrida.

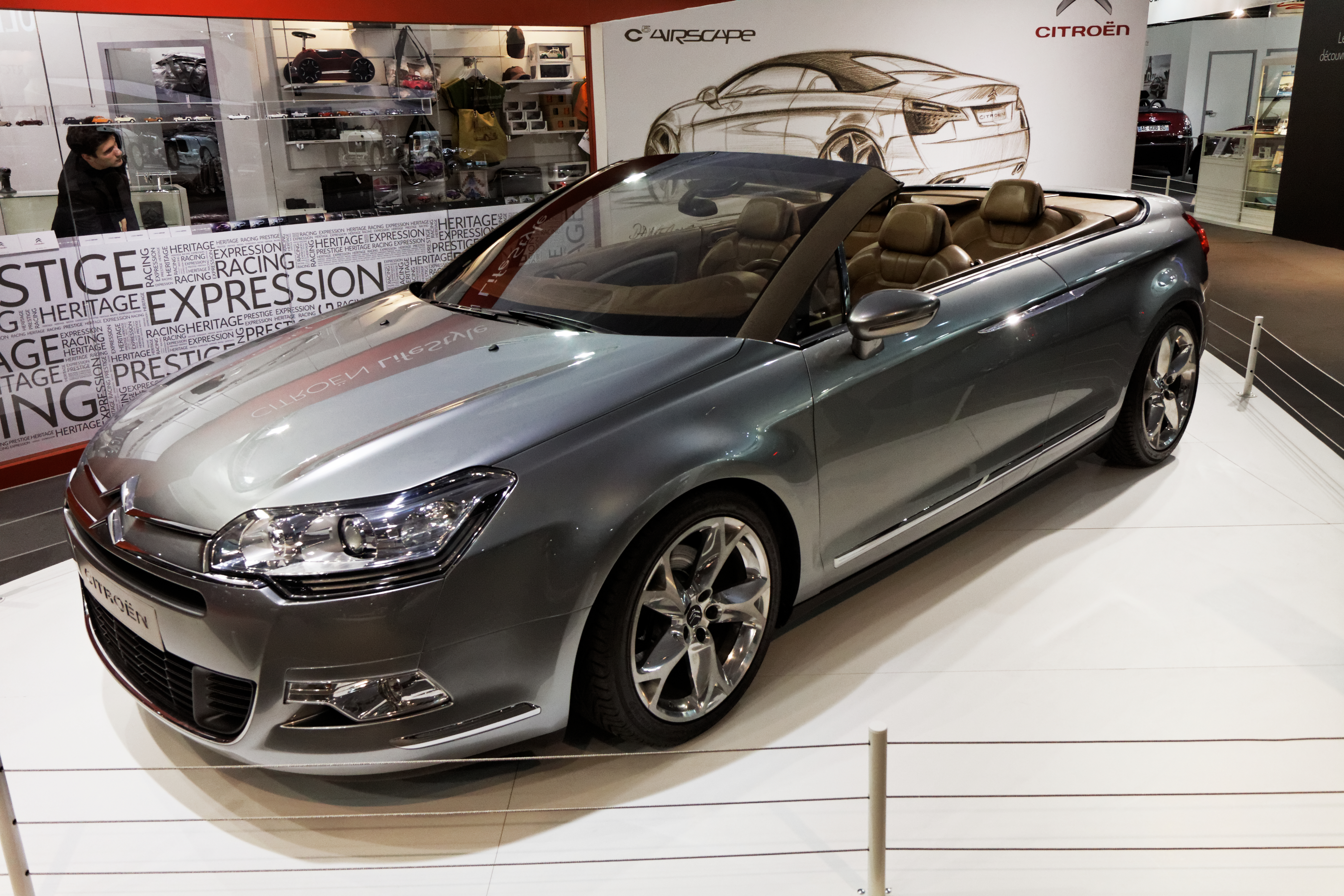
C5 Airscape (Studio)
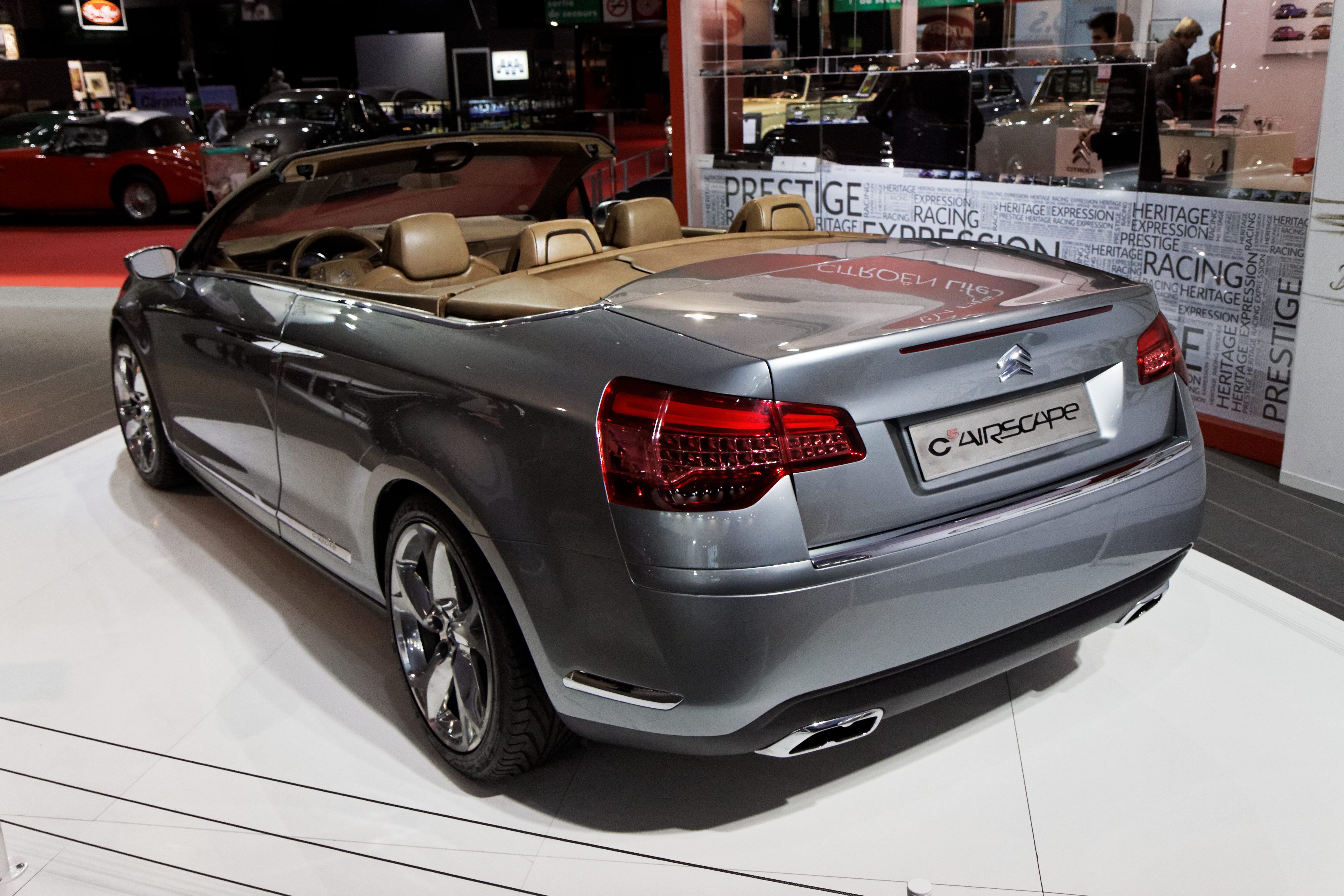
C5 Airscape (Studio) Vista posterior

### Motorizaciones
| Periodo                        | 2010-2015                 | 2009-2015                                         | 2008-2010             | 2008-2009                                         | 2008-2009                 | 2008-2009 |           |           |           |           |           |           |           |           |           |
| Identificación del motor       | EP6 C (5FS8)              | EP6 CDT (5FV, 5FN)                                | EW7 A (6FY)           | EW10 A (RFJ)                                      | ES9 J4S (XFV)             |           |           |           |           |           |           |           |           |           |           |
| Tipo de motor                  | L4 16v                    | L4 16v, inyección directa, turbo, intercooler     | L4 16v                | L4 16v                                            | V6 24v                    |           |           |           |           |           |           |           |           |           |           |
| Diámetro x carrera             | 77.0 mm × 85.8 mm         | 77.0 mm × 85.8 mm                                 | 82.7 mm × 81.4 mm     | 85.0 mm × 88.0 mm                                 | 87.0 mm × 82.6 mm         |           |           |           |           |           |           |           |           |           |           |
| Cilindrada                     | 1598 cm³                  | 1598 cm³                                          | 1749 cm³              | 1997 cm³                                          | 2946 cm³                  |           |           |           |           |           |           |           |           |           |           |
| Relación de compresión         | 11.0: 1                   | 10.5: 1                                           | 11.0: 1               | 10.8: 1                                           | 10.9: 1                   |           |           |           |           |           |           |           |           |           |           |
| Potencia máxima: CV (kW) @ rpm | 120 CV (88 kW) @ 6000     | 156 CV (115 kW) @ 6000                            | 125 CV (92 kW) @ 6000 | 140 CV (103 kW) @ 6000                            | 211 CV (155 kW) @ 6000    |           |           |           |           |           |           |           |           |           |           |
| Par máximo: Nm @ rpm           | 160 Nm @ 4250             | 240 Nm @ 1400-4000                                | 170 Nm @ 3750         | 200 Nm @ 4000                                     | 290 Nm @ 3750             |           |           |           |           |           |           |           |           |           |           |
| Tracción                       | Delantera                 | Delantera                                         | Delantera             | Delantera                                         | Delantera                 | Delantera | Delantera | Delantera | Delantera | Delantera | Delantera | Delantera | Delantera | Delantera | Delantera |
| Transmisión                    | Automática, 6 velocidades | Manual, 6 velocidades / Automática, 6 velocidades | Manual, 5 velocidades | Manual, 5 velocidades / Automática, 4 velocidades | Automática, 6 velocidades |           |           |           |           |           |           |           |           |           |           |
| Aceleración 0–100 km/h         | 12.2 s                    | 9,8 s / 8.6 s                                     | 12.2 s                | 9.7 s / 10.7 s                                    | 10.0 s                    |           |           |           |           |           |           |           |           |           |           |
| Velocidad máxima               | 198 km/h                  | 210 km/h                                          | 200 km/h              | 210 km/h                                          | 224 km/h                  |           |           |           |           |           |           |           |           |           |           |
| Consumo combinado (L/100 km)   | 6.2                       | 6.7                                               | 7.9                   | 8.4                                               | 10.5                      |           |           |           |           |           |           |           |           |           |           |

| Periodo                        | 2008-2010                                                  | 2010-2012                                                 | 2012-2014                                                 | 2008-2009                                                  | 2008-2015                                                  | 2015-2017                                                  | 2009-2015                                                  | 2015-2017                                                  | 2008-2009                                                    | 2010-2015                                                  | 2008-2009                                                    | 2009-2012                                                    |           |           |           |
| Identificación del motor       | DV6 TED4 (9HZ)                                             | DV6 CTED (9HL)                                            | DV6 CTED (9HR)                                            | DW10 BTED4 (RHR)                                           | DW10 BTED4 (RHF)                                           | DW10 DTED4 (RHE)                                           | DW10 CTED4 (RHH)                                           | -                                                          | DW12 BTED4 (4HT, 4HP)                                        | DW12 CTED4 (4HL)                                           | DT17 TED4 (UHZ)                                              | DT20 C (X8Z)                                                 |           |           |           |
| Tipo de motor                  | L4 16v, inyección directa, common-rail, turbo, intercooler | L4 8v, inyección directa, common-rail, turbo, intercooler | L4 8v, inyección directa, common-rail, turbo, intercooler | L4 16v, inyección directa, common-rail, turbo, intercooler | L4 16v, inyección directa, common-rail, turbo, intercooler | L4 16v, inyección directa, common-rail, turbo, intercooler | L4 16v, inyección directa, common-rail, turbo, intercooler | L4 16v, inyección directa, common-rail, turbo, intercooler | L4 16v, inyección directa, common-rail, biturbo, intercooler | L4 16v, inyección directa, common-rail, turbo, intercooler | V6 24v, inyección directa, common-rail, biturbo, intercooler | V6 24v, inyección directa, common-rail, biturbo, intercooler |           |           |           |
| Diámetro x carrera             | 75.0 mm × 88.3 mm                                          | 75.0 mm × 88.3 mm                                         | 75.0 mm × 88.3 mm                                         | 85.0 mm × 88.0 mm                                          | 85.0 mm × 88.0 mm                                          | 85.0 mm × 88.0 mm                                          | 85.0 mm × 88.0 mm                                          | 85.0 mm × 88.0 mm                                          | 85.0 mm × 96.0 mm                                            | 85.0 mm × 96.0 mm                                          | 81.0 mm × 88.0 mm                                            | 84.0 mm × 90.0 mm                                            |           |           |           |
| Cilindrada                     | 1560 cm³                                                   | 1560 cm³                                                  | 1560 cm³                                                  | 1997 cm³                                                   | 1997 cm³                                                   | 1997 cm³                                                   | 1997 cm³                                                   | 1997 cm³                                                   | 2179 cm³                                                     | 2179 cm³                                                   | 2720 cm³                                                     | 2993 cm³                                                     |           |           |           |
| Relación de compresión         | 18.0: 1                                                    | 16.0: 1                                                   | 16.0: 1                                                   | 17.6: 1                                                    | 17.6: 1                                                    | -                                                          | 16.0: 1                                                    | -                                                          | 16.6: 1                                                      | 16.6: 1                                                    | 17.3: 1                                                      | 16.1: 1                                                      |           |           |           |
| Potencia máxima: CV (kW) @ rpm | 109 CV (80 kW) @ 4000                                      | 112 CV (82 kW) @ 3600                                     | 114 CV (84 kW) @ 3600                                     | 136 CV (100 kW) @ 4000                                     | 140 CV (103 kW) @ 4000                                     | 150 CV (110 kW) @ 4000                                     | 163 CV (120 kW) @ 3750                                     | 180 CV (133 kW) @ 3750                                     | 170 CV (125 kW) @ 4000                                       | 204 CV (150 kW) @ 4000                                     | 204 CV (150 kW) @ 4000                                       | 240 CV (177 kW) @ 3800                                       |           |           |           |
| Par máximo: Nm @ rpm           | 260 Nm @ 1750                                              | 260 Nm @ 1750                                             | 270 Nm @ 1750                                             | 320 Nm @ 2000                                              | 320 Nm @ 2000                                              | 370 Nm @ 2000                                              | 340 Nm @ 2000-3000                                         | 400 Nm @ 2000                                              | 370 Nm @ 1500                                                | 440 Nm @ 1900                                              | 440 Nm @ 1900                                                | 450 Nm @ 1600-3600                                           |           |           |           |
| Tracción                       | Delantera                                                  | Delantera                                                 | Delantera                                                 | Delantera                                                  | Delantera                                                  | Delantera                                                  | Delantera                                                  | Delantera                                                  | Delantera                                                    | Delantera                                                  | Delantera                                                    | Delantera                                                    | Delantera | Delantera | Delantera |
| Transmisión                    | Manual, 5 velocidades / Automática, 6 velocidades          | Manual, 5 velocidades / Automática, 6 velocidades         | Manual, 5 velocidades / Automática, 6 velocidades         | Manual, 6 velocidades / Automática, 6 velocidades          | Manual, 6 velocidades                                      | Manual, 6 velocidades                                      | Manual, 6 velocidades / Automática, 6 velocidades          | Automática, 6 velocidades                                  | Automática, 6 velocidades                                    | Automática, 6 velocidades                                  | Automática, 6 velocidades                                    | Automática, 6 velocidades                                    |           |           |           |
| Aceleración 0–100 km/h         | 13.5 s                                                     | 11.6 s                                                    | 11.6 s                                                    | 11.6 s                                                     | 10.6 s                                                     | 10.2 s                                                     | 9.1 s                                                      | 9.4 s                                                      | 10.0 s                                                       | 8.3 s                                                      | 8.9 s                                                        | 7.9 s                                                        |           |           |           |
| Velocidad máxima               | 189 km/h                                                   | 190 km/h                                                  | 190 km/h                                                  | 204 km/h                                                   | 205 km/h                                                   | 214 km/h                                                   | 210 km/h                                                   | 222 km/h                                                   | 219 km/h                                                     | 230 km/h                                                   | 224 km/h                                                     | 243 km/h                                                     |           |           |           |
| Consumo combinado (L/100 km)   | 5.6                                                        | 6.0                                                       | 5.7                                                       | 6.0                                                        | 6.3                                                        | 4.2                                                        | 6.4                                                        | 4.4                                                        | 6.5                                                          | 5.9                                                        | 8.5                                                          | 7.2                                                          |           |           |           |

## Tercera generación (2021-presente)

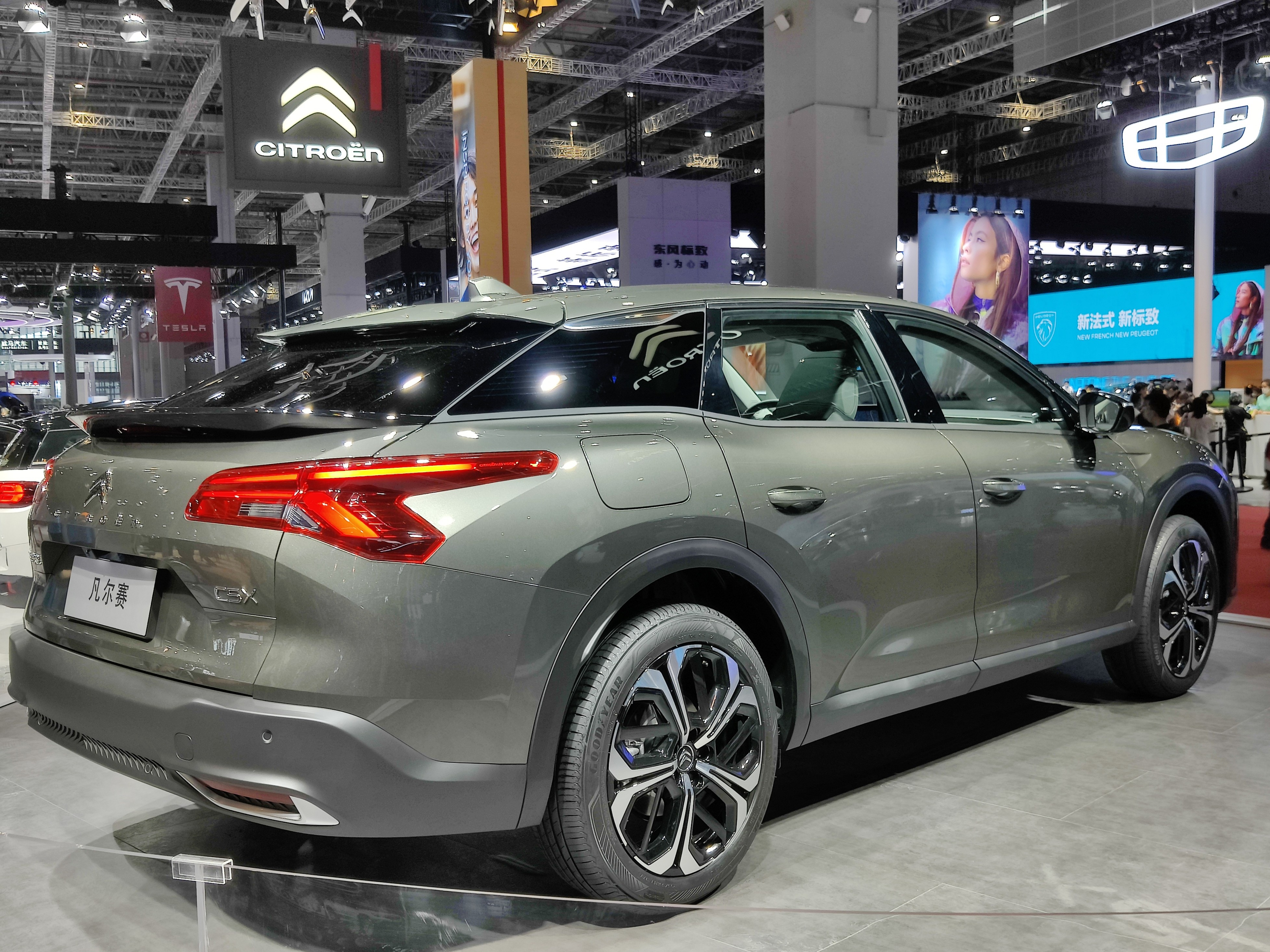
Vista trasera.

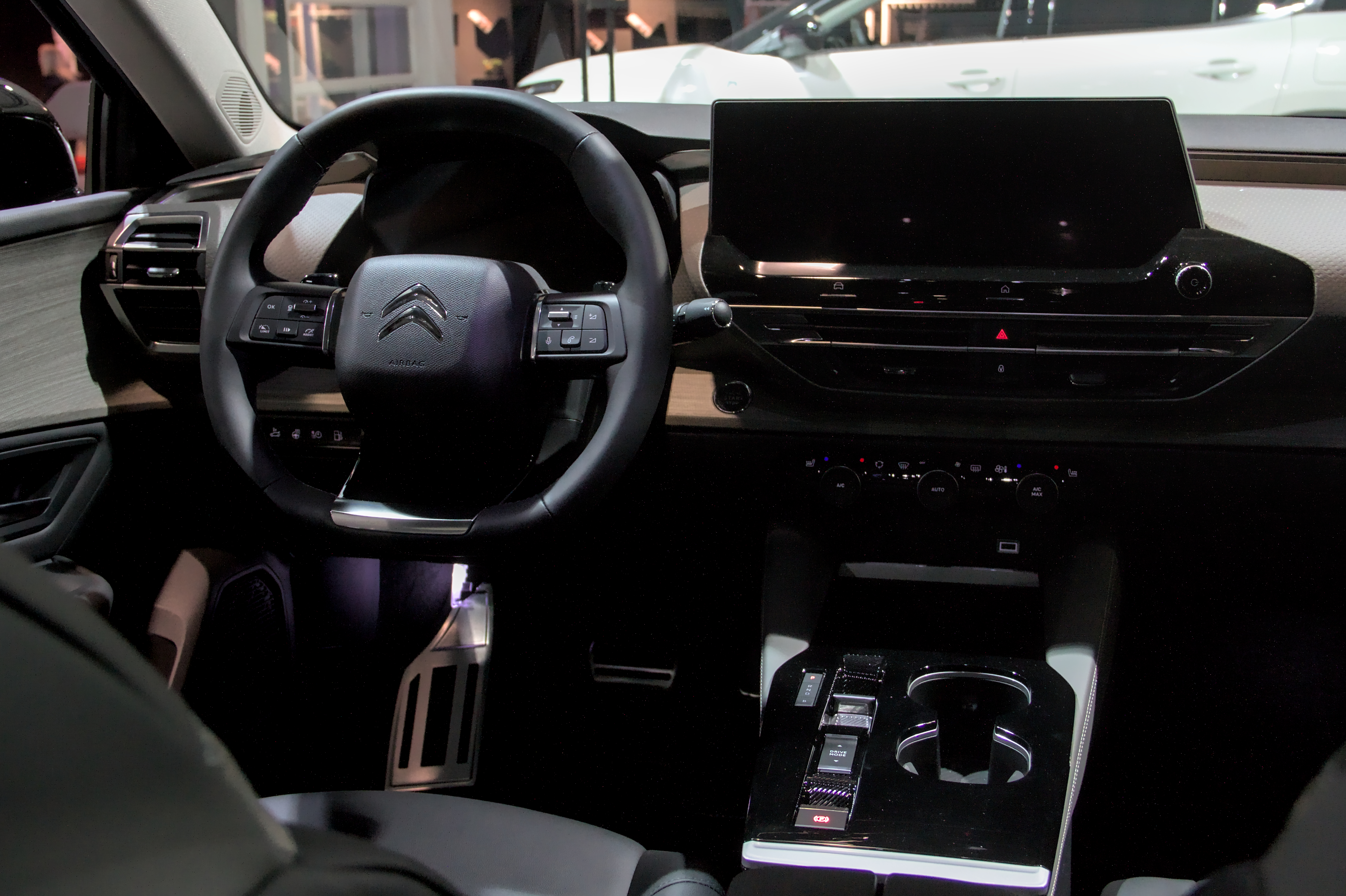
El interior del C5X.

Después de cuatro años fuera de producción en Europa, el nombre C5 se revivió para una tercera generación.
Su diseño está inspirado en la tercera generación del C4, convirtiéndose en un híbrido entre liftback y crossover.
Se reveló el 12 de abril de 2021. En la presentación del nuevo modelo, cambió a C5X, lo que enfatiza la mayor distancia al suelo y el estilo cruzado. Está disponible como híbrido enchufable con la misma tecnología que el Peugeot 508.